# ام قرن
ام قرن یک منطقهٔ مسکونی در قطر است که در بلدیه الضعاین واقع شده‌است.